# Tenchi wo Kurau II
Tenchi wo Kurau II - Shokatsu Kōmei Den là một game console nhập vai được phát hành duy nhất tại Nhật Bản bởi Capcom dành cho hệ máy Nintendo Entertainment System vào năm 1991. Nó là loạt game RPG thứ hai của Capcom dựa trên manga Tenchi wo Kurau của Hiroshi Motomiya. Phiên bản đầu tiên đã được phát hành tại thị trường Bắc Mỹ dưới tên gọi Destiny Of An Emperor.

## Nội dung
Trò chơi bắt đầu khi Lưu Bị đang bàn chuyện với Tào Tháo. Sau đó Tào Tháo cử Lưu Bị đi chặn đánh Viên Thuật (lúc này đang chiếm giữ ngọc tỷ).

## Cách chơi
Như các loạt game RPG khác, người chơi điều khiển 1 nhóm nhân vật và đưa chúng tới các nhiều địa điểm khác nhau trong suốt chặng đường của câu chuyện. Bạn sẽ đụng độ với các trận đánh ngẫu nhiên hoặc sẽ phải chạm trán với những boss đã được sắp đặt sẵn. Chiến thắng chúng bạn sẽ nhận được điểm kinh nghiệm, tiền và các món đồ để trang bị cho các nhân vật.
Đội hình chính sẽ có tối đa là 7 nhân vật và một trong số đó sẽ thực hiện vai trò của 1 quân sư trong khi đó thì 5 người sẽ tham gia đánh chính và 1 người dự bị. Vị quân sư sẽ quyết định danh sách những tactics mà bạn có thể sử dụng trong trận đánh. Khi dùng tactics, bạn sẽ phải tốn một số điểm nhất định và những tactics này có tác dụng như là các magic trong các game RPG khác. Tuy nhiên, số điểm để có thể dùng tactics thì được tính cho tất cả các thành viên trong đội hình, chứ không riêng lẻ mỗi người một số điểm nhất định như các game khác.
Có nhiều cải tiến cho phiên bản thứ 2 này. Người chơi không cần phải đi kiếm lương thực để nuôi quân nữa, điều này giúp cho người chơi có thể đi khám phá bản đồ lâu hơn trước khi trở về làng. Khi mà bạn trang bị một món đồ nào đó cho tướng, ví dụ như là kiếm, thì món đồ này sẽ xuất hiện ở bảng trang bị riêng, và bạn sẽ có thêm chỗ trống để cầm theo các item khác. Một chỗ trống trong bảng chứa đồ có thể cầm đến 9 item cùng loại.
Người chơi không thể dịch chuyển tức thời đến các thành phố mà bạn đã viếng thăm trước đó và hầu hết các vùng đất đều được cắt bởi các con sông và người chơi chỉ có thể di chuyển qua lại bằng thuyền nhưng chỉ khi nào trò chơi cho phép. Hệ thống bắt tướng của phiên bản trước đây đã bị gỡ bỏ và các tướng sẽ chỉ gia nhập bạn dựa theo tiến triển của cốt truyện. Một khi họ gia nhập, chỉ số HP của họ sẽ dựa theo chỉ số hiện tại của nhóm mà bạn đang điều khiển. Trong phiên bản này, chỉ số HP càng cao thì khi tấn công vật lý, sự thiệt hại mà bạn gây ra cho quân địch sẽ càng cao.
Hệ thống đánh trận hầu như được giữ nguyên so với phiên bản trước. Một thay đổi mới có tên là chiến thuật đội hình. Khi được sử dụng, thành viên trong đội hình sẽ sắp xếp thành một khuôn mẫu và sẽ giúp tăng chỉ số và một số tác dụng đặc biệt khác. Khi người chơi sử dụng một tactic riêng biệt nào đó, người chơi có thể chọn dùng cho một đối tượng hoặc cho tất cả quân địch. Mỗi tướng trong đây đều có thể sử dụng một vũ khí khác nhau. Có tất cả năm loại vũ khí: kiếm, giáo, đao, cung và rìu.